# Thikombia-i-Lau
Thikombia-i-Lau är en ö i Fiji.   Den ligger i divisionen Östra divisionen, i den västra delen av landet, 300 km väster om huvudstaden Suva. Arean är 3,0 kvadratkilometer.
Terrängen på Thikombia-i-Lau är platt. Öns högsta punkt är 137 meter över havet. Den sträcker sig 1,9 kilometer i nord-sydlig riktning, och 2,4 kilometer i öst-västlig riktning.